# 281764 Schwetzingen
281764 Schwetzingen è un asteroide della fascia principale. Scoperto nel 2009, presenta un'orbita caratterizzata da un semiasse maggiore pari a 2,7723956 UA e da un'eccentricità di 0,0645202, inclinata di 2,33244° rispetto all'eclittica.